# Tuhaň (Stružinec)
Tuhaň je vesnice, část obce Stružinec v okrese Semily. Nachází se asi 1,5 kilometru západně od Stružince. Tuhaň leží v katastrálním území Tuhaň u Stružince o rozloze 4,12 km². V katastrálním území Tuhaň u Stružince leží i Bezděčín.

## Historie
První písemná zmínka o vesnici pochází z roku 1542.
V letech 1850–1950 k vesnici patřil Bezděčín.[zdroj?]

## Pamětihodnosti
- Usedlost čp. 5 (kulturní památka)
- Lípa v Tuhani, památný strom, ve vesnici u čp. 53

## Osobnosti
- Milan Čurda

## Fotogalerie

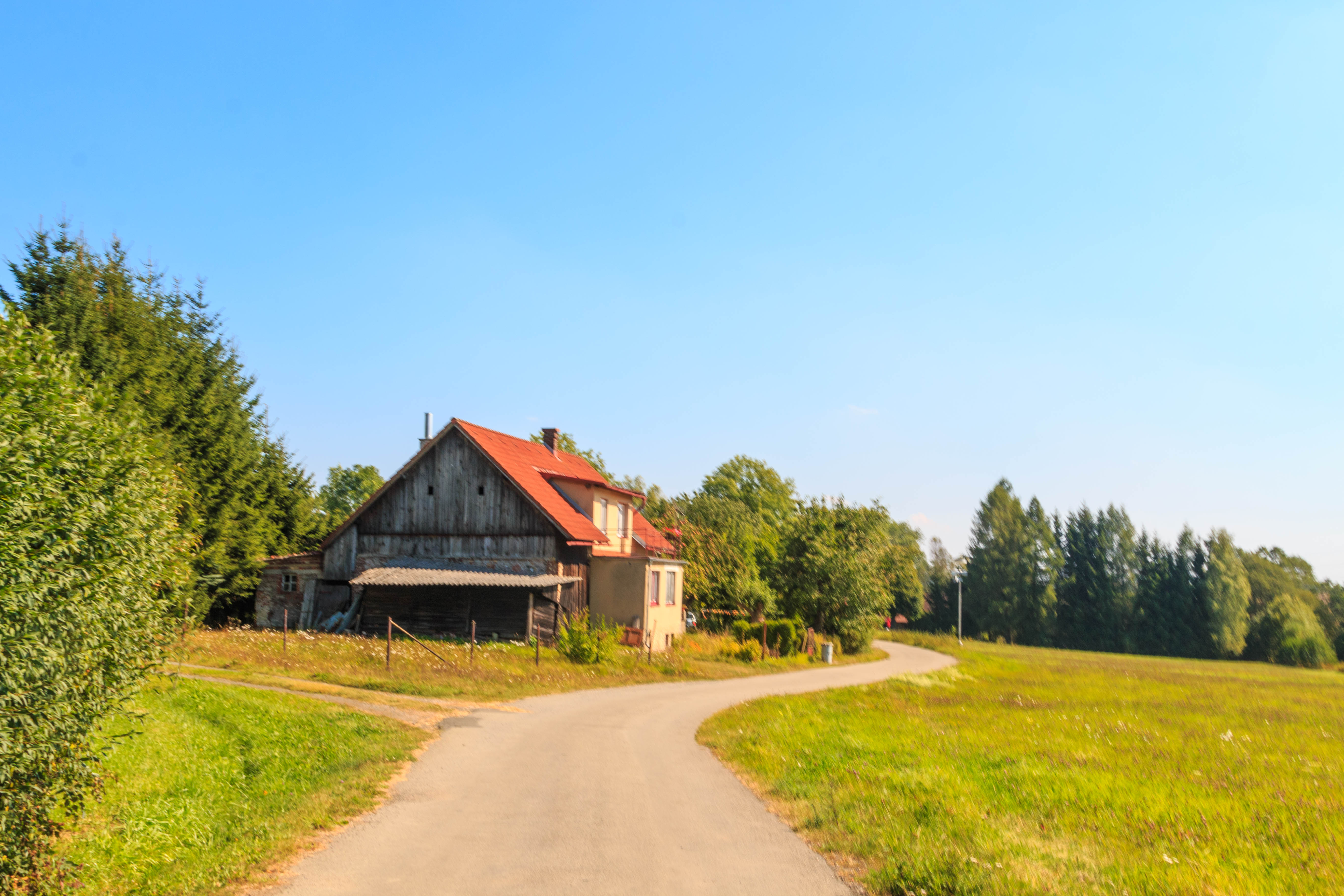
Dům čp. 51
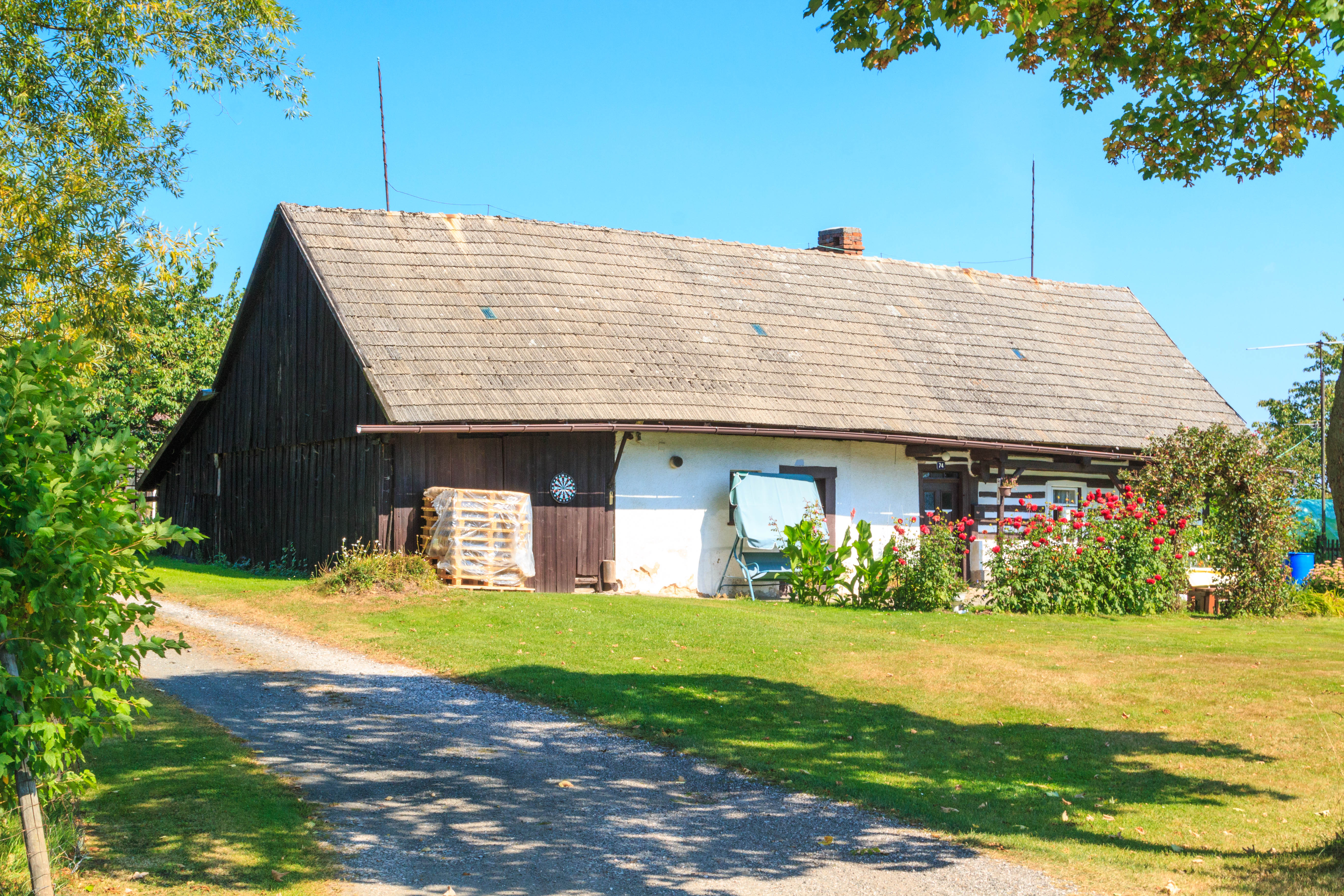
Dům čp. 3
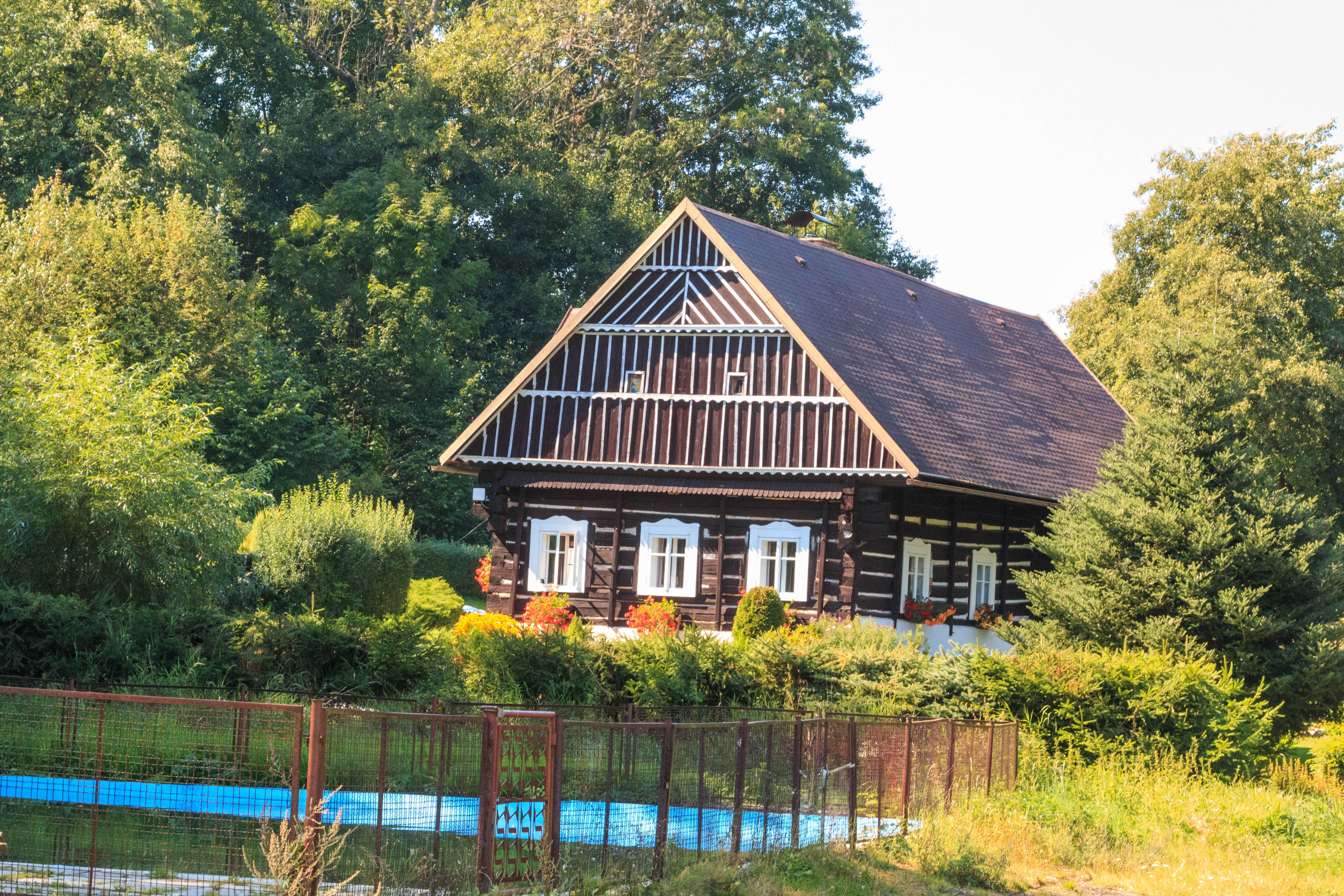
Dům čp. 31
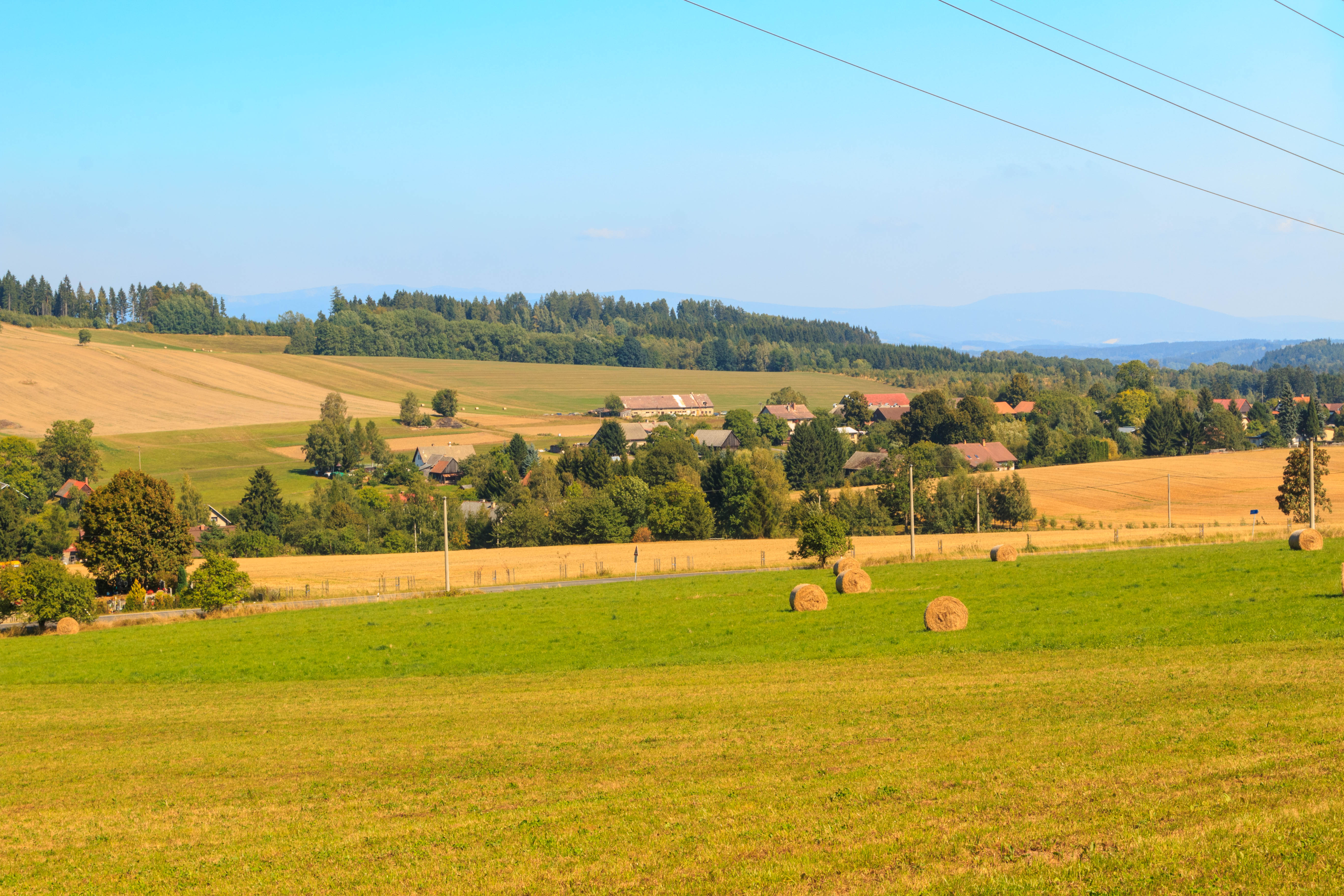
Tuhaň